# Karun Chandhok
Karun Chandhok (19. ledna 1984, Čennaí) je indický automobilový závodník. V roce 2010 závodil v týmu HRT F1. V roce 2011 byl rezervním jezdcem Teamu Lotus. V současnosti působí ve Sky Sports jako vedlejší komentátor Formule 1.

## Kariéra před Formulí 1
V roce 2000 se stal indickým národním šampionem ve Formuli Maruti s rekordními 7 výhrami z 10 velkých cen, závodil také na motokárách. Roku 2001 získal titul v Formuli Asia, který zopakoval v roce 2006. Sezony 2002 - 2004 strávil v britské Formuli 3, odjel též několik závodů ve Formuli Nippon a A1GP. Roku 2005 pilotoval vůz série Formule Renault.
Pro sezónu 2007 se přesunul do GP2 Series a hned v prvním roce dokázal zvítězil při sprintu na okruhu Spa a celkově skončil na 15. příčce. Další rok vyhrál závod na Hockenheimringu a v poháru jezdců získal 10. pozici. Roku 2009 se Chandhokovi příliš nedařilo, nejlepším umístěním bylo třetí místo a v závěrečném hodnocení obsadil 18. místo.

## Formule 1
V roce 2009 se o Chandhokovi spekulovalo jako o možném nástupci Giancarla Fisichelly u týmu Force India, prosazoval ho dokonce i Bernie Ecclestone, ale přednost dostal Vitantonio Liuzzi.

### 2010: HRT F1
4. března jej tým HRT F1 jmenoval oficiálním pilotem pro sezonu 2010 po boku Brazilce Bruna Senny. Stal se tak po Narainu Karthikeyanovi druhým Indem ve Formuli 1.

### 2011: Team Lotus
Team Lotus oznámil 22. března 2011, že Chandhok bude rezervním jezdcem pro rok 2011. Zúčastnil se několika prvních pátečních tréninků a při Grand Prix Německa 2011 nahradil Jarna Trulliho.

## Kompletní výsledky
| Legenda k tabulce | Legenda k tabulce                                                                       |
| Barva             | Výsledek                                                                                |
| ----------------- | --------------------------------------------------------------------------------------- |
| Zlatá             | Vítěz                                                                                   |
| Stříbrná          | 2. místo                                                                                |
| Bronzová          | 3. místo                                                                                |
| Zelená            | Bodované umístění                                                                       |
| Modrá             | Nebodované umístění                                                                     |
| Modrá             | Dokončil neklasifikován (NC)                                                            |
| Fialová           | Odstoupil (Ret)                                                                         |
| Červená           | Nekvalifikoval se (DNQ)                                                                 |
| Červená           | Nepředkvalifikoval se (DNPQ)                                                            |
| Černá             | Diskvalifikován (DSQ)                                                                   |
| Bílá              | Nestartoval (DNS)                                                                       |
| Bílá              | Závod zrušen (C)                                                                        |
| Světle modrá      | Pouze trénoval (PO)                                                                     |
| Světle modrá      | Páteční testovací jezdec (TD)                                                           |
| Bez barvy         | Netrénoval (DNP)                                                                        |
| Bez barvy         | Vyřazen (EX)                                                                            |
| Bez barvy         | Nepřijel (DNA)                                                                          |
| Bez barvy         | Odvolal účast (WD)                                                                      |
| Bez barvy         | Nezúčastnil se (prázdné)                                                                |
| Označení          | Význam                                                                                  |
| Tučnost           | Pole position                                                                           |
| Kurzíva           | Nejrychlejší kolo                                                                       |
| †                 | Jezdec nedojel do cíle, ale byl klasifikován, protože odjel více než 90 % délky závodu. |
| ‡                 | Byl udělován poloviční počet bodů, protože bylo odjeto méně než 75 % délky závodu.      |
| Horní index       | Umístění bodujících jezdců ve sprintu                                                   |

### Formule 1
| Rok  | Tým         | Šasi          | Motor                  | 1       | 2      | 3      | 4      | 5       | 6       | 7       | 8      | 9      | 10     | 11  | 12     | 13     | 14  | 15     | 16     | 17     | 18  | 19  | Body | Umístění  |
| ---- | ----------- | ------------- | ---------------------- | ------- | ------ | ------ | ------ | ------- | ------- | ------- | ------ | ------ | ------ | --- | ------ | ------ | --- | ------ | ------ | ------ | --- | --- | ---- | --------- |
| 2010 | HRT F1 Team | Hispania F110 | Cosworth CA2010 2,4 V8 | BHR Ret | AUS 14 | MAL 15 | CHN 17 | ESP Ret | MON 14† | TUR 20† | CAN 18 | EUR 18 | GBR 19 | GER | HUN    | BEL    | ITA | SIN    | JPN    | KOR    | BRA | ABU | 0    | 22. místo |
| 2011 | Team Lotus  | Lotus T128    | Renault RS27 2.4 V8    | AUS TD  | MAL    | CHN    | TUR TD | ESP     | MON     | CAN     | EUR TD | GBR TD | GER 20 | HUN | BEL TD | ITA TD | SIN | JPN TD | KOR TD | IND TD | ABU | BRA | 0    | 28. místo |

### Formule E
| Rok     | Tým             | Auto                  | 1     | 2     | 3      | 4       | 5      | 6      | 7      | 8      | 9      | 10     | 11     | Body | Umístění  |
| ------- | --------------- | --------------------- | ----- | ----- | ------ | ------- | ------ | ------ | ------ | ------ | ------ | ------ | ------ | ---- | --------- |
| 2014–15 | Mahindra Racing | Spark-Renault SRT 01E | BEI 5 | PUT 6 | PDE 13 | BNA Ret | MIA 14 | LBH 12 | MON 13 | BER 18 | MOS 12 | LON 12 | LON 13 | 18   | 17. místo |